# تارتار (شهرستان یانائولسکی، باشقیرستان)
تارتار (انگلیسی: Tartar, Yanaulsky District, Republic of Bashkortostan) یک شهرک در شهرستان یانائولسکی استان باشقیرستان کشور روسیه است.